# Francesco Del Giudice
Francesco Del Giudice (Capua, 1815 – Napoli, 1880) è stato un ingegnere e comandante dei vigili del fuoco italiano.

## Biografia
Francesco del Giudice è stato ingegnere Direttore dei Pompieri di Napoli ed il precursore di numerose innovazioni nel campo del soccorso tecnico urgente. 
Di interessi poliedrici, considerato nel campo ingegneristico uno dei maggiori geni del suo tempo, fu infatti anche scienziato, inventore, scrittore e professore.
Laureatosi in ingegneria, a 21 anni entrò nel Corpo dei pompieri, divenendone il direttore due anni dopo. Ha diretto la Compagnia dei Pompieri di Napoli dal 1838 al 1878, unica figura pubblica del Regno delle Due Sicilie a non essere avvicendata con l’Unità d’Italia. Fu uno dei due dirigenti borbonici a sopravvivere all'unità di Italia assieme a Friedrich Dehnhardt.
Diede lustro alla Compagnia dei Pompieri di Napoli, portandola a risultati eccellenti dal punti di vista delle tecniche pompieristiche e delle attrezzature di spegnimento. Il primo corpo di pompieri dell’Italia preunitaria, con la caserma dei Vigili del fuoco più antica d'Italia, fu fondato a Napoli il 22 Febbraio 1806 da Giuseppe Napoleone sul modello dell’omologo corpo francese "Sapeurs-pompiers".
Fu autore di cinque libri sui temi dell'incendio e delle tecniche pompieristiche. All'interno di questi si trovano intuizioni e determinazioni che verranno poi adottate anche dagli altri Corpi dei Pompieri dell'Italia preunitaria, fino a divenire dei pilastri dell’organizzazione dell’attuale Corpo dei Vigili del Fuoco italiano.
A metà del 1800, innovò le pompe idrauliche rendendole più leggere e quindi trasportabili, ma anziché brevettare il sistema inviò il suo progetto a tutti i direttori dei Pompieri degli Stati Italiani ed europei, nonché al Sultano di Costantinopoli. Introdusse per la prima volta la vigilanza antincendio preventiva “da applicare nei teatri cittadini della capitale del Regno” da realizzarsi con una squadra dedicata a quel servizio ma in orario straordinario e con il “corrispettivo a carico dell’impresario”. Istituì la prima squadra di addetti antincendio presso il Real Museo Borbonico (oggi Museo Archeologico Nazionale) operante h24 nei laboratori di restauro della Reale Officina dei Papiri Ercolanensi.
Progetta una rete di bocche da incendio, a raso sulla pavimentazione stradale, in tutta la Capitale partenopea, con prese d’acqua e piccoli serbatoi previsti lì dove non ci fosse la pressione adatta per riempire le botti da incendio da trasportarsi su ruote
Per diversi anni egli ne fu Socio e Segretario del Reale Istituto d'Incoraggiamento di Napoli. Già in un testo del 1845 compare una sua biografia, insieme a quelle degli altri scienziati italiani riunitisi a Napoli per il VII Congresso Nazionale.
Si occupò dei temi dell'educazione nei primi decenni dell'Unità d'Italia, creando le basi per le prime scuole professionali del Regno.
Nel 1863 ebbe l’incarico di preside dell’Istituto Tecnico Giovan Battista della Porta di Napoli della cui fondazione era stato promotore; dal 1866 fu per dodici anni direttore delle scuole tecniche di Napoli, le quali solo in quel periodo funzionarono bene, come fu riconosciuto successivamente nel 1900 dalla Commissione di inchiesta Saredo.
Fu realizzato nel 1925 in sua memoria un busto tuttora visibile nella Villa Comunale di Napoli, con l’iscrizione inesatta, “Francesco del Giudice, fondatore dei Pompieri di Napoli”. Infatti fu direttore dei Pompieri di Napoli ma non il fondatore.

## Opere
- Della istituzione di pompieri
- Ragguaglio intorno ad alcuni strumenti e macchine agrarie della Mostra Universale di Francia ed osservazioni risguardanti la possibilità e l'opportunità dell'uso di essi nel regno
- Sullo stato attuale del disegno industriale in Italia. Lettera al march. Pietro Selvatico a proposito di una recente sua pubblicazione.